# Cartoon Network Árabe
Cartoon Network (Árabe : كرتون نتورك بالعربية) é um canal infantil em sinal aberto que é transmitido para uma audiência pan-árabe no Oriente Médio e na região norte da África. É a versão em árabe do Cartoon Network. O canal foi lançado em 10 de outubro de 2010 às 10:10.  O lançamento do canal coincide com a abertura da Turner Broadcasting System e novos escritórios em Dubai, Emirados Árabes Unidos, proprietário Local do canal. Ramo do Oriente Médio da WarnerMedia.
As transmissões padrões do canal através do Arabsat BADR 6, Nilesat e beIN Network. Cartoon Network é considerada uma alternativa livre ao baseado em assinatura do Cartoon Network Grécia e é uma versão livre do canal de inglês, oferecido no Oriente Médio e o Norte da África exclusivamente via beIN Network (antiga via OSN até janeiro de 2016), apesar da variando as diferenças de programação e idiomas disponíveis. No entanto, um para-pay variante HD do canal, desde então, lançado em Março de 2012.
O canal tem o Check it que pareça 4.0 em 10 de outubro de 2016 e em julho de 2017 a versão portuguesa da era Dimensional (ligeiramente e secundáriamente).

## Progamação

### Série de TV
Programas de animação ao ar incluiu produções originais Cartoon Network Studios, como Ben 10 (2016), Apenas um Show, Steven Universo, As Meninas Superpoderosas, Titio Avô, Clarêncio, O Otimista, Ben 10: Omniverse (2012), Hora de Aventura, O Incrível Mundo de Gumball Ursos sem Curso e Backyardigans RTP5; bem como programas produzidos por outros estúdios (como Hasbro Studios, Warner Bros. Animation, etc.).
Atualmente, o canal está disponível apenas em árabe, sem os possíveis métodos de comutação de idiomas de áudio para Inglês ou qualquer outra língua ou legendas. Isto é devido ao fato de o canal usa impressões como distribuídos por estúdios árabes de dublagem dos respectivos shows. O canal transmite uma linha de próprios shows do Cartoon Network apelidado de Inglês. O line-up de shows não é up-to-date com o canal original em Inglês. O Cartoon Network também podem oferecer outros espectáculos, mais-localizada através de vários acordos de parceria com a produção de programas locais como Skatoony e Ben 10: Ultimate Challenge (Adaptação do Oriente Médio), e vai ao ar programas mais-localizados através de vários acordos de parceria com empresas de produção árabes , como sede em Dubai Lammtara Pictures (Freej) ou baseado em Jordan Rubicon Group Holding (Ben & Izzy, Tareq Wa Shireen). Uma vez que o canal é em Sinal Aberto, que possuem cortes de censura exageradas como a maioria dos canais de televisão árabes.

### Filmes
A partir da semana de férias de Eid al-Adha no ano de 1432 (no Calendário islâmico ou formalmente 5 de novembro de 2011), O Cartoon Network começou a expor, ocasionalmente, uma seleção de apelidado Cartoon Network feito para a televisão filmes e especiais em datas aleatórias. No entanto, não foi até o primeiro mês do ano 1434 (ainda no Calendário islâmico ou formalmente Janeiro de 2013) o canal iniciou a assinatura do bloco Cartoon Network Cinema para representar seus filmes, embora durante os fins de semana (de acordo com a EAU). O seguinte foi ao ar até agora:
- Ben 10: Alien Swarm - Estreou em 7 de novembro de 2011
- Ben 10: Race Against Time - Estreou em 5 de novembro de 2011
- Firebreather - Estreou em 22 de dezembro de 2011
- Mansão Foster para Amigos Imaginários - Destino: Imaginação - Estreou em 6 de novembro de 2011
- Lego Star Wars: A Ameaça Padawan - estreou 12 de dezembro de 2011

### Cartoonito (Mundo Árabe)

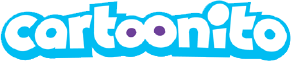
Logotipo do Cartoonito.

O Turner Broadcasting System da Europa tinha anunciado que iria sair da cama de seus pré-escolares baseadas no Cartoonito (Reino Unido) em toda a Europa, Oriente Médio e África, aumentando a distribuição da marca para 125 milhões de lares em 112 territórios. No Cartoon Network, Cartoonito foi lançado como um bloco de manhã que é transmitido durante sete dias por semana, a partir de 4 de setembro de 2011. no entanto, o bloco foi em grande parte eliminadas em 2014 por razões desconhecidas.

## Variantes/serviços relacionados

### Cartoon Network HD
Em março de 2012, o canal se tornou disponível em verdadeira alta definição através do serviço YahLive. Em dezembro de 2015, A Turner Broadcasting System entrou em um acordo de exclusividade com a sede no Catar beIN Media Group, e a versão HD do canal foi movido para ser exclusivamente parte deste último serviço do beIN Network, ao lado do Inglês Cartoon Network e outros canais Turner-propriedade, a partir de 1º de janeiro de 2016. Esta consequentemente removido Cartoon Network e outros canais Turner de propriedade de serviços de transmissão de OSN, embora os assinantes dos Emirados telecomunicações Etisalat e respectivos serviços de televisão por assinatura da du nos Emirados Árabes Unidos eram praticamente inalterados. No entanto, devido às suas relações diretas com Turner, Etisalat e DU continuará a oferecer esses canais aos assinantes por um período de três meses grátis.

### Cartoon Network +2
Uma variante do canal Timeshift de duas horas lançado no dia 30 de junho de 2014 através da rede My HD TV paga. Ele foi encerrado em janeiro 2016 como consequência de negócio da Turner Broadcasting System com beIN Media Group.

### Cartoon Network Híndi
Em 1 de abril de 2016, com sede no Catar beIN Media Group, em associação com a Turner Broadcasting System Europa, lançou Cartoon Network Hindi exclusivamente através da beIN Network,o Cartoon Network Hindi visa a criação de programação para a maioria dos expatriados indianos no Oriente Médio e não tem nenhuma relação com a versão indiana do canal.A única diferença é o sinal árabe do canal,mas com o áudio em hindu.